# Пимента, Симон Игнатий
Симон Игнатий Пимента (англ. Simon Ignatius Pimenta; 1 марта 1920, Марол — 19 июля 2013, Мумбаи) — индийский кардинал. Титулярный епископ Бокконии (Нумидия) и вспомогательный епископ Бомбея с 5 июня 1971 по 26 февраля 1977. Коадъютор, с правом наследования, Бомбейской митрополии с 26 февраля 1977 по 11 сентября 1978. Архиепископ Бомбея с 11 сентября 1978 по 8 ноября 1996. Председатель конференции католических епископов Индии латинского обряда с 3 марта 1994 по. Кардинал-священник с титулом церкви Санта-Мария-Реджина-Мунди-а-Торре-Спакката с 28 июня 1988. 